# CACNA2D1
A subunidade alfa2delta-1 de canal de cálcio dependente de voltagem é uma proteína que, em humanos, é codificada pelo gene CACNA2D1.